# Kalkot Mataskelekele

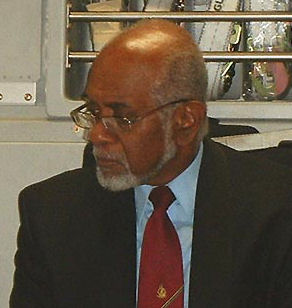
Kalkot Mataskelekele

Kalkot Mataskelekele (geboren op 24 april 1949) is een Vanuatuaans politicus. Tussen 2004 en 2009 was hij de president van Vanuatu.
Van beroep is Mataskelekele advocaat. Hij studeerde in het Australische Melbourne en aan de Universiteit van Papoea-Nieuw-Guinea. Bij de Vanuatuaanse verkiezingen van april 2004 stelde hij zich kandidaat voor het presidentschap. Hij verloor aanvankelijk van Alfred Maseng, maar die werd al gauw afgezet via een impeachment-procedure. Na nieuwe verkiezingen, in augustus 2004, werd Mataskelekele alsnog tot president gekozen door het electorale college van Vanuatu. Hij werd de eerste president van zijn land met een universitaire graad. Zijn ambtstermijn bedroeg exact vijf jaar. Bij de verkiezingen van 2009 stelde hij zich herkiesbaar, maar werd verslagen door Iolu Abil. 